# Desa Pasirkamuning
Desa Pasirkamuning är en administrativ by i Indonesien.   Den ligger i distriktet Kecamatan Talagasari, kabupatenet Kabupaten Karawang och provinsen Jawa Barat, i den västra delen av landet, 60 km öster om huvudstaden Jakarta.